# 边鸾
边鸾，长安（今陕西西安）人，官右卫长史。擅长画花鸟，折枝草木，蜂蝶雀蝉，用笔轻利，设色鲜明。
边鸾善画牡丹，“花色红淡，若浥雨疏风，光彩艳发”。贞元中，唐德宗曾命他画外国赠送的孔雀，他画作一正一背，金翠辉映，舞态若合音节，对推动当时花鸟画的发展起了一定作用。唐末五代的花鸟画家刁光胤，以及五代宋初黄筌画派，都直接承袭他的画风。